# Хамерсмит и Сити линија
Хамерсмит и Сити линија (енгл. Hammersmith & City Line) је једна од линија лондонског метроа која саобраћа између Хамерсмита и Баркинга. Некада део Метрополитан линије, Хамерсмит и Сити линија данас обухвата најстарији сегменат лондонског метроа, отворен 10. јануара 1863. године. Линија је једна од слабије прометних, тачније 10. по броју путника, од 12 линија метроа.

## Историја
Данашња линија је до 1988. била огранак Метрополитан линије, мада је у годинама које су претходиле овој већим делом био употребљаван независно од остатка линије, па чак није био ни уцртан у главним мапама Метрополитан линије.
Линија је добила име по Хамерсмит и Сити Железници (енгл. Hammersmith and City Railway), петокилометарском потезу данашње линије отвореном 1864. године. Линију су опслуживали возови Метрополитан железница и Великих западних железница између 1864. и 1868. који су саобраћали између Хамерсмита и Вестборн Парка.
О прошлости линије још увек сведоче и неке од металних мапа или оних направљених у мозаику где је линија означена као Метрополитан.

## Возни парк
Цео возни парк Хамерсмит и Сити линије је униформан и чине га возови серије C. Линија дели део возног парка са Кружном линијом и једним огранком Дистрикт.

## Станице
од запада ка истоку
- Хамерсмит (преседање на Дистрикт и Пикадили линију)
- Голдхок Роуд
- Шепардс Буш
- Латимер Роуд
- Ледброк Гроув
- Вестборн Парк
- Ројал Оук
- Педингтон (преседање на линије Прве велике западне железнице и Хитроу Експрес/Хитроу Конект возове)

спајање са Кружном линијом
- Еџвер Роуд (преседање на Кружну линију и Дистрикт линију)
- Бејкер Стрит (преседање на Кружну линију и Дистрикт линију)
- Грејт Портланд Стрит
- Јустон Сквер
- Кингс Крос св. Панкрас
- Ферингдон
- Барбикан
- Мургејт
- Ливерпул Стрит

одвајање од Кружне линије, спајање са Дистрикт линијом
- Алдгејт Ист
- Вајтчепел (недељом линија завршава овде)
- Степни Грин
- Мајл Енд
- Боу Роуд
- Бромли бај Боу
- Вест Хем
- Плејстоу
- Аптон Парк
- Ист Хем
- Баркинг

## Планови за будућност
Тренутно је у изградњи нова станица између Шепардс Буша и Летимер Роуда која ће се звати Вуд Лејн. Дизајн станице је поверен групи познатих архитеката и по њеном завршетку 2008. године, биће то прва станица која је додата постојећој линији последњих 70 година.
Постоји могућност да ће до 2011. линија обухватити и постојећу Кружну линију чиме би се формирала једна спирална линија од постојеће две. Главна мотивација за ово је покушај редуковања кашњења на Кружној линији која се каскадно шире дуж целе постојеће трасе. Интегрисањем линија избегло би се постојање терминала на кружном делу трасе јер би сви возови обједињене линије имали терминал код Еџвер Роуда. Та линија би ишла од Хамерсмита до Педингтона, након чега би обилазила цео круг постојеће Кружне линије завршавајући код споменутог Еџвер Роуда.